# جون هيكمان
جون هيكمان (بالإنجليزية: John Hickman)‏ هو عالم أرصاد نيوزيلندي، ولد في 9 سبتمبر 1927، وتوفي في 13 ديسمبر 2014.